# Antechinus swainsonii
Antechinus swainsonii är en pungdjursart som först beskrevs av George Robert Waterhouse 1840. Antechinus swainsonii ingår i släktet pungspetsekorrar och familjen rovpungdjur. IUCN kategoriserar arten globalt som livskraftig. Inga underarter finns listade.
Artepitetet i det vetenskapliga namnet hedrar ornitologen William Swainson. I hans privata samling fanns exemplaret som Waterhouse använde som artens holotyp.

## Utseende
Arten når i genomsnitt en kroppslängd (huvud och bål) av 12,8 cm och en svanslängd av 11,6 cm. Honor är med en vikt av cirka 41 g lättare än hannar som väger ungefär 65 g. Pälsens färg varierar mellan mörkgrå och svart.

## Utbredning
Pungdjuret förekommer i sydöstra Australien och på Tasmanien. Habitatet utgörs av öppna skogar med tät undervegetation av buskar och ormbunkar samt av hedområden.

## Ekologi
Antechinus swainsonii kan vara aktiv på dagen och på natten och den har varierande föda som insekter, daggmaskar, ödlor, småfåglar, mindre gnagare och olika växtdelar. Individerna vilar gömda i håligheter i trädbitar som ligger på lövskiktet. När honan inte är brunstig lever varje exemplar ensam förutom honor med ungar. Individerna har olika revir men territoriet försvaras inte mot artfränder.
Parningen sker bara under en kortare tid under vintern (maj till september på södra jordklotet) och sedan dör alla vuxna hannar i loppet av tre veckor. Efter cirka fyra veckor dräktighet föder honan allmänt 6 till 8 ungar. Honan har bara 8 spenar men ibland föds fler ungar vad som betyder att några ungar dör. Djuret tillhör pungdjuren men honan saknar en full utvecklad pung (marsupium). Ungarna är som hos alla pungdjur underutvecklade vid födelsen men de har bra förmåga att kravla fram till en spene. Ungarna diar sin mor cirka 14 veckor och äldre ungar håller sig fast i moderns päls vid utflykter. Könsmognaden infaller efter cirka 8 månader. Honor lever upp till två år och kan under goda förhållanden ha två kullar i livet.
Flera exemplar faller offer för tamkatter.

## Bildgalleri

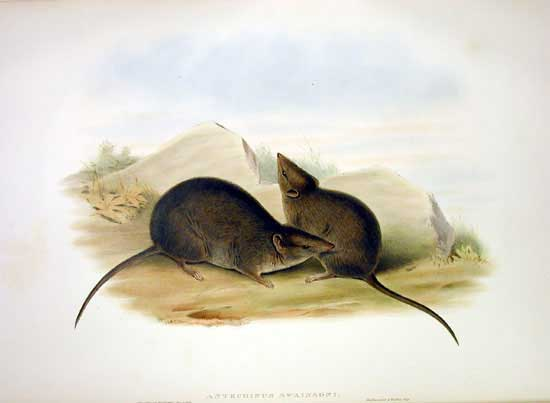